# 986
986 (CMLXXXVI) je bilo navadno leto, ki se je po julijanskem koledarju začelo na petek.

## Dogodki
- 17. avgust - Bitka pri Trajanovih vratih

## Rojstva
- 10. september - Lotar, kralj Zahodne Frankovske (* 941)

Neznan datum
- Bezprym, poljski vojvoda († 1032)
- Konstanca Arleška, francoska kraljica, žena Roberta II. († 1034)
- Rejnald I., burgundijski grof († 1057)

## Smrti
- 25. maj - Abdurahman Ali Sufi, arabski astronom (* 903)